# 斯洛默灣
63°46′40″S 59°24′00″W / 63.77778°S 59.40000°W

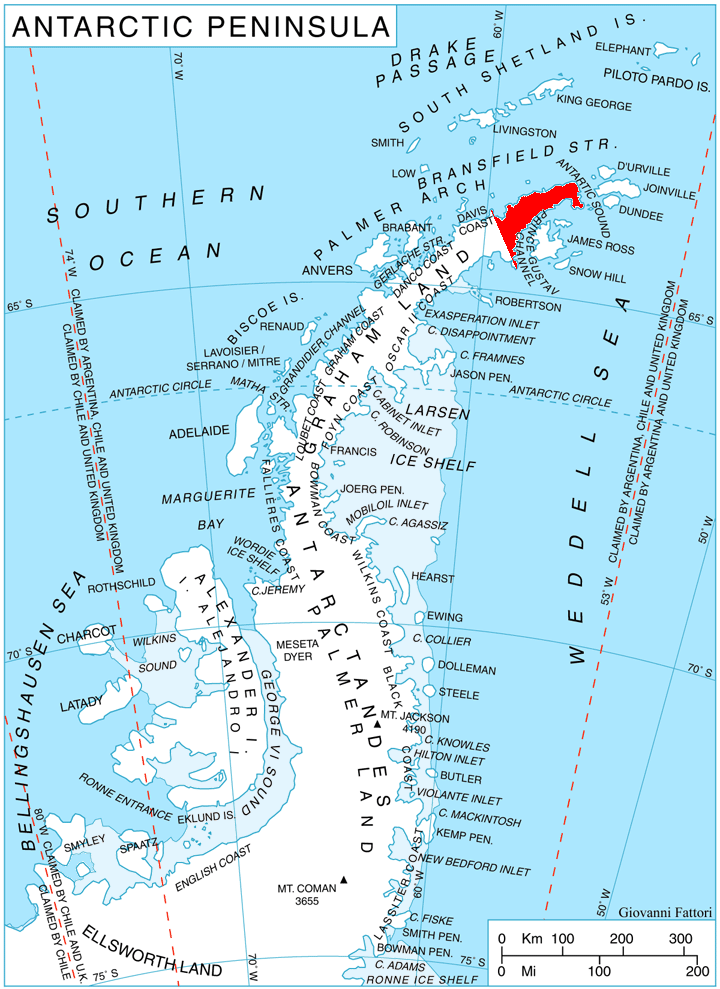

斯洛默灣（Slomer Cove），是南極洲的海灣，位於特里尼蒂半島西北岸，處於謝爾曼角以南和奧斯特角以北，長5.9公里、寬11.2公里，以保加利亞北部鄉鎮命名，現時由南極條約體系管理。